# Midoun
Midoun (arabe : ميدون) est une ville tunisienne du nord-est de l'île de Djerba.
La municipalité est créée le 8 avril 1985. Cette dernière compte une population de 63 528 habitants en 2014 tandis que la délégation totalise 30 481 habitants répartis sur trois imadas.
Elle constitue la « capitale touristique » de Djerba car elle se situe à proximité de la zone hôtelière de l'île qui s'étire sur vingt kilomètres le long du littoral nord-est. Djerba est, avec plus de 40 000 lits, la première station balnéaire de Tunisie.

## Jumelages
La ville de Midoun a développé des relations de coopération avec plusieurs villes via la signature d'accords :
- Mauguio (France) depuis le 3 mars 2000
- Bușteni (Roumanie) depuis le 3 mars 2000